# Pjenovac
Pjenovac (cyr. Пјеновац) – wieś w Bośni i Hercegowinie, w Republice Serbskiej, w gminie Han Pijesak. W 2013 roku liczyła 53 mieszkańców.